# Коскулак
Коскулак (каз. Қосқұлақ) — село в Кзылкогинском районе Атырауской области Казахстана. Входит в состав Коздыгаринского сельского округа. Код КАТО — 234839400.

## Население
В 1999 году население села составляло 274 человека (137 мужчин и 137 женщин). По данным переписи 2009 года, в селе проживали 233 человека (126 мужчин и 107 женщин).